# Trey Davis
Curtis Lee Davis, detto Trey (DeSoto, 26 maggio 1993), è un cestista statunitense.